# آب سكان
آي بي إم سيكيورتى آب سكان (بالإنجليزية: IBM Security AppScan)‏، كان يُعرف سابقًا بـ آي بي إم راشيونال آب سكان (بالإنجليزية: IBM Rational AppScan)‏ هي مجموعة من أدوات اختبار ومراقبة أمان الويب من قسم راشيونال سوفتوير [الإنجليزية] في آي بي إم. يهدف آب سكان إلى اختبار تطبيقات الويب لإيجاد الثغرات الأمنية أثناء عملية التطوير، عندها يكون إصلاح هذه المشكلات أقل تكلفة. يتعلم المُنتج سلوك كل تطبيق، سواء كان تطبيقًا جاهزًا أو مطورًا داخليًا، ويطور برنامجًا يهدف إلى اختبار جميع وظائفه بحثًا عن نقاط الضعف الشائعة في التطبيقات المحددة.

## التاريخ
قامت بتطوير آب سكان شركة البرمجيات إسرائيلية (sanctum Ltd.) كان اسمها في السابق التكنلوجيات الممتازة(بالانجليزية:Perfecto Technologies) وتم اطلاقه عام 1998. وفي عام 1999 قامت الشركة بتوسيع خدماتها الأمنية واطلقت أول تطبيق جدار الحماية في العالم (application firewall) اسمته Appshield
قامت الشركة بإصدار عدد من النسخ المطورة من البرنامج بتحسينات وامكانيات أكثر.
بحلول عام 2003 تم استخدام البرنامج في أكثر من 500 شركة، وبلغت العائدات 30 مليون دولار.
في يوليو 2004، استحوذت عليها شركة واتش فاير (watchfire) وجعلت مركز سانكتوم(sanctum Ltd.) للبحث والتطوير في إسرائيل موقع بحوثاتها المركزي  .
و طورت منصة WebXM لإدارة تطبيقات الويب، وأصبح آب سكان المنتج الرئيسي لها.
في يونيو 2007، أي بي ام استحوذت على واتش فاير وادرجتها في خط منتجات البرامج العقلانية (rational software)، مما مكنها من تحسين البرنامج وإضافة أدوات لمساعدة المطورين على إضافة حماية داخلية للتطبيق،
و ادرجت مركز البحث والتطوير لـ واتش فاير إلى مختبرات الأبحاث لـ(أي بي ام) في اسرائيل.
في 2009، استحوذت أي بي ام على آونس لابز (ounce labs)، وقامت اضافت اداة جديدة تقوم بتصحيح ثغرات الشفرة المصدرية (source code) أثناء عملية التطوير، وتم تغيير مسمى البرنامج الي ماسح التطبيقات نسخة المصدر (AppScan Source Edition)